# Nõo
Nõo – alevik w Estonii, w prowincji Tartumaa. Stanowi ośrodek administracyjny gminy Nõo. 31 grudnia 2011 zamieszkany przez 1492 osoby.
Po raz pierwszy miasto wzmiankowane w 1319 roku. Następnie w 1483 jako osobna parafia, należąca do Biskupstwa Dorpatu.
W mieście znajduje się stacja kolejowa na linii Tartu – Valga, wybudowana w 1898 roku. Nõo leży też przy drodze europejskiej E264, która jest częścią Via Hanseatica.